# Hanba nám!
Hanba nám! je jedenácté studiové album české hudební skupiny Spirituál kvintet, vydané v roce 1994.

## Seznam skladeb
| Pořadí         | Název                    | Délka |
| -------------- | ------------------------ | ----- |
| 1.             | Můžete hádat             | 2:23  |
| 2.             | Dřív než se vzbudíš      | 3:01  |
| 3.             | Spí Jeruzalém            | 3:16  |
| 4.             | Třešničky                | 3:32  |
| 5.             | Hanba nám                | 2:51  |
| 6.             | Mou dobrou zprávu hlásej | 2:39  |
| 7.             | La lů la lej             | 2:25  |
| 8.             | Z Betléma se ozývá       | 2:34  |
| 9.             | Vítej malé děťátko!      | 1:40  |
| 10.            | Pravulus nobis nascitur  | 2:37  |
| 11.            | Ó, andělíčkové           | 3:03  |
| 12.            | Pastýř                   | 3:07  |
| 13.            | Jméno zná i král         | 3:54  |
| 14.            | Bim bam                  | 3:39  |
| 15.            | V jeslích dítě spinká    | 2:25  |
| Celková délka: | Celková délka:           | 45:02 |